# 全球綠色憲章
全球綠色憲章是2001年4月，在澳洲坎培拉舉行的第一次全球綠黨集會中，由72個國家共800位代表共同決定的文件。.
簽署「全球綠色憲章」的政黨和政治運動，彼此建立起全球夥伴關係，並須遵守六大指導原則：
- 生態智慧
- 社會正義
- 參與式民主
- 非暴力
- 永續發展
- 尊重多樣性

憲章是建立在包括1992年的里約地球高峰會議、1999年在瓦哈卡市的千禧年宣言、美洲綠黨與非洲生態主義政黨之間的協議之上。

## 外部連結
- 全球綠色憲章正文，有英文、德文、西班牙文、世界語、法文、葡萄牙文、和瑞典文等版本（页面存档备份，存于）
- 全球綠人憲章－2014中英對照版（页面存档备份，存于）